# Torpes (Doubs)
Torpes – miejscowość i gmina we Francji, w regionie Burgundia-Franche-Comté, w departamencie Doubs.
Według danych na rok 1990 gminę zamieszkiwało 580 osób, a gęstość zaludnienia wynosiła 105 osób/km² (wśród 1786 gmin Franche-Comté Torpes plasuje się na 275. miejscu pod względem liczby ludności, natomiast pod względem powierzchni na miejscu 765.).